# Urobatis concentricus
Urobatis concentricus  (лат.) — вид рода Urobatis семейства Urotrygonidae отряда хвостоколообразных. Является эндемиком западного побережья Мексики. Встречается на глубине до 109 м. Грудные плавники этих скатов образуют округлый диск, длина которого превышает ширину. Дорсальная поверхность диска окрашена в различные оттенки серого цвета и покрыта концентрическими отметинами. Хвост оканчивается листовидным хвостовым плавником. В средней части хвостового стебля расположен шип. Максимальная зарегистрированная длина 47,5 см.
Размножается яйцеживорождением. Рацион состоит в основном из ракообразных, также эти скаты охотятся на полихет и мелких костистых рыб. Не является объектом целевого лова. В качестве прилова попадается при коммерческом промысле.

## Таксономия
Впервые вид был научно описан в 1916 году. Первая особь была получена в ходе экспедиции судна «Альбатрос» в водах Нижней Калифорнии. Изначально его отнесли к семейству короткохвостых хвостоколов. Видовой эпитет происходит от слова лат. concentricus — «концентрический» и обусловлен характерной окраской этих скатов. Есть предположения, что это не самостоятельный вид, а синоним Urobatis halleri, для уточнения таксономического статуса необходимы дальнейшие исследования.

## Ареал
Urobatis concentricus обитают на ограниченной территории у западного побережья Мексики от острова Седрос и Rocas Chester до юга Мексики 27°53′ с. ш. 115°04′ з. д.. Эти донные рыбы встречаются в прибрежных тропических водах, в бухтах, эстуариях и на песчаном дне у рифов на глубине от 1 до 109 м, чаще всего не глубже 35 м.

## Описание
Широкие грудные плавники этих скатов сливаются с головой и образуют округлый диск, длина которого превышает ширину. Заострённое мясистое рыло образует тупой угол и выступает за края диска. Позади среднего размера глаз расположены крупные брызгальца. Рот маленький. На вентральной стороне диска расположено 5 пар жаберных щелей. Небольшие брюшные плавники закруглены. Хвост сужается и переходит в низкий листовидный хвостовой плавник. На дорсальной поверхности хвоста в центральной части расположен шип длиной около 2,5 см длиной. Кожа лишена чешуи. Максимальная зарегистрированная длина 47,5 см. Окраска различных оттенков серого цвета, диск покрыт тёмными концентрическими отметинами. Вентральная поверхность светлая с широкой тёмной каймой по краям. Хвостовой плавник тёмный.

## Биология
Urobatis concentricus охотятся в основном на ракообразных, червей и мелких костистых рыб. Подобно прочим хвостоколообразным они размножаются яйцеживорождением. На них паразитируют моногенеи Listrocephalos guberleti и цестоды Halysioncum hoffmanorum.

## Взаимодействие с человеком
Эти скаты не являются объектом целевого лова. В качестве прилова они изредка попадаются при коммерческом промысле. Пойманных рыб обычно выбрасывают за борт, предварительно сломав им хвост, что может служить причиной высокой смертности. Данных для оценки Международным союзом охраны природы статуса сохранности вида недостаточно.
.